# Тишковичі (Яворівський район)
Тишко́вичі — село в Україні, в Яворівському районі Львівської області. Населення становить 270 осіб. Орган місцевого самоврядування — Шегинівська сільська рада.
У селі є церква св. Архастратига Михаїла місцевої громади УГКЦ, збудована 1921 року. А також церква Покладення ризи Пресвятої Богородиці місцевої громади УАПЦ, збудована 2001 року

## Історія
Згадуються у грамоті 23 травня 1390 р.
Біля села розташований парк-пам'ятка садово-паркового мистецтва — Тишковицький парк.